# 軍管区
軍管区（ぐんかんく）は、軍隊における管轄区域で、自国内・植民地など勢力圏を複数の軍管区に分け防衛・軍政・兵事を担任する。
軍管区が国家の行政区画となる制度は軍管区制と言う。

## 現存の軍管区

### ロシアの軍管区
軍管区（ロシア連邦軍）

### 中国の軍管区
戦区
中華人民共和国は2016年から「軍管区」と「戦域」を更に融合させ、独自の戦区を創った。

### アメリカの軍管区
統合軍 (アメリカ軍)

### イスラエルの軍管区
イスラエルは独立戦争（第一次中東戦争）当時から北部、中央部、南部に軍区を分けてそれぞれの司令官を置いていた。湾岸戦争の後、後方支援や救助活動を専門とする民間防衛軍司令部が設置された。
- 北部軍司令部 - Northern Command
- 中央軍司令部 - Central Command
- 南部軍司令部 - Southern Command
- 民間防衛軍司令部 - Home Front Command

### チェコとスロバキアの軍管区
軍区 (チェコ、スロバキア)

## 過去で存在した軍管区

### 日本の軍管区
日本では、1940年から1945年に陸軍の軍管区が置かれた。地域防衛・動員業務を主任務とする軍司令部が管轄し、1945年に軍司令部が軍管区司令部と改称した。明治時代の1873年から1888年までには軍管があって、日本陸軍の管区の基幹となっていたが、その当時に軍管区という言葉はなかった。

### インドネシアの軍管区
インドネシアの国軍は地方軍管区（Kodam）、地域軍管区（Korem）、地区軍管区（Kodim）の3つの軍管区からなる。インドネシア国軍には司令部だけでなく地方軍管区、地域軍管区、地区軍管区に社会・政治機能担当セクションが配置されていたが1998年11月に廃止された。
1999年3月、10ある地方軍管区を5年以内に17に増やす提案が承認された。地方軍管区の増加は、アチェや東ティモールなどの暴動の抑制と国家分裂の危機を防ぐためと説明されたが知識人や人権団体などから厳しく批判された。